# Haitianisch-japanische Beziehungen
Die haitianisch-japanischen Beziehungen beschreiben das bilaterale Verhältnis zwischen der Republik Haiti einerseits und Japan andererseits.

## Geschichte

### Diplomatische Beziehungen
Japan und Haiti unterhalten seit der Zeit vor dem Zweiten Weltkrieg diplomatische Beziehungen. Im Jahr 1931 wurde ein haitianisches Konsulat in Kobe/Japan eröffnet und 1935 wurde ein japanischer Honorarkonsul in Port-au-Prince bestellt.
Die diplomatischen Beziehungen wurden während des Zweiten Weltkriegs vorübergehend abgebrochen, nachdem Japan noch bis Ende 1940 versucht hatte, durch finanzielle Transaktionen der Yokohama Specie Bank Haiti gegenüber den Vereinigten Staaten zu instrumentalisieren. Im Jahr 1956 wurden die Beziehungen wiederhergestellt. Im Jahr 1960 wurde die Botschaft von Haiti in Japan eröffnet, während zunächst der Botschaft Japans der Dominikanischen Republik die Beziehungen zu Haiti wahrnahm. Im Jahr 1975 wurde die Botschaft von Japan in Haiti eröffnet.
Im Jahr 2004 kam es zu einem Staatsstreich in Haiti; aufgrund der daraus erwachsenen Instabilität schloss Japan vorübergehend seine Botschaft und obwohl sie noch im selben Jahr wiedereröffnet wurde, blieb sie ohne ständigen Botschafter und wurde von einem Geschäftsträger geleitet. Der Posten des Botschafters wurde im Rahmen einer Nebenakkreditierung erneut von Santo Domingo aus wahrgenommen.
Seit 2021 war erstmals ein Botschafter Japans in Haiti, Yuji Kubo, akkreditiert. Aufgrund der Krise in Haiti seit 2018 wurde der Posten seit 2024 jedoch nicht neu besetzt.
Haiti ist in Japan mit kurzen Unterbrechungen (Vakanzen) seit 1959 diplomatisch vertreten, wobei die Botschaft  in Tokio abgesehen von kurzen Ausnahmen von Geschäftsträgern geleitet wurde.

### Japans humanitäre Hilfe für und Entwicklungszusammenarbeit mit Haiti
Im Januar 2010 ereignete sich in Haiti ein schweres Erdbeben, in dessen Folge es zu einer Cholera-Epidemie kam. Weit über 200.000 Todesopfer waren zu beklagen. Als Reaktion entsandte Japan Angehörige seiner Selbstverteidigungsstreitkräfte nach Haiti, die im Rahmen der Stabilisierungsmission der Vereinten Nationen (MINUSTAH) eingesetzt wurden. Neben der Beseitigung der Trümmer eingestürzter Gebäude und der Reparatur von Straßen mit schwerem Gerät wurde Hilfe mit medizinischer Versorgung geleistet und Zelte als Notunterkünfte bereitgestellt. Die Gesamtsumme dieser Hilfe belief sich auf 75 Mio. US-Dollar, was nach der Hilfe der Vereinigten Staaten die zweitgrößte Summe darstellte. Der Einsatz der japanischen Streitkräfte wurde im Jahr 2013 beendet.
Japan ist ein wichtiger Geber in der Entwicklungszusammenarbeit mit Haiti. Japan beteiligte sich an der Wiederaufbauhilfe nach Hurrikan Sandy (2012) und nach Hurrikan Matthew (2016). Im Jahr 2018 wurden über das Kinderhilfswerk der Vereinten Nationen (UNICEF) mehr als 300 Mio. Yen (rund 2 Mio. US-Dollar) für die Prävention und Ausrottung der Cholera in Haiti bereitgestellt.
Während der COVID-19-Pandemie gab Japan Haiti im Jahr 2020 eine Spende von medizinischen Geräten im Wert von 2,8 Mio. US-Dollar.
Zwischen September 2022 und Oktober 2023 finanzierte Japan Projekte in Haiti im Umfang von 12 Mio. US-Dollar. Die Bereiche, die von diesem Finanzpaket betroffen waren, waren Gesundheit, Bildung und Ernährungssicherheit. Ferner stellte Japan nach der Genehmigung des Einsatzes der multinationalen Mission zur Unterstützung der Sicherheit (MMAS) durch den UN-Sicherheitsrat 14 Mio. US-Dollar für deren Finanzierung bereit.
Für die Jahre 2025 und 2026 entwickelte das Welternährungsprogramm der Vereinten Nationen (WFP) ein Programm zur Sicherstellung der Lebensmittelversorgung von 18.000 Kindern in 80 Schulen des Département Ouest von Haiti, das von Japan finanziert wurde.

### Hochrangige Kontakte
- Im Juli 2012 stattete der haitianische Präsident Michel Martelly Japan einen Arbeitsbesuch ab, in dessen Rahmen er ein Gespräch mit Japans Premierminister Yoshihiko Noda führte. Im Anschluss fand ein Notenwechsel statt, in dem Japan Haiti den Betrag von 3,6 Mio. US-Dollar für Nahrungsmittelhilfe zusagte.[16]
- Anlässlich eines Treffens der Karibischen Gemeinschaft (Caricom) mit dem japanischen Premierminister Shinzō Abe traf dieser auch zu einem bilateralen Gespräch mit Präsident Martelly zusammen.[17] Abe betonte, dass Japan seit dem Erdbeben in Haiti 2010 mehr als 190 Mio. US-Dollar für Hilfsmaßnahmen bereitgestellt hatte.[18]
- Im Dezember 2024 trafen sich der japanische Außenminister Takeshi Iwaya  und sein haitianischer Amtskollege Jean-Victor Harvel Jean-Baptiste am Rande des 8. Gipfeltreffens zwischen Japan und der Caricom. Minister Iwaya wies darauf hin, dass Japan seit 2022 insgesamt 29 Mio. US-Dollar für die Unterstützung von Sicherheit und Regierungsführung sowie für humanitäre Hilfe bereitgestellt hat. Daraufhin bedankte sich Minister Jean-Baptiste für die Zusammenarbeit mit Japan und äußerte die Hoffnung auf eine kontinuierliche Unterstützung, etwa bei der Stärkung der haitianischen Nationalpolizei.[19]

## Persönlichkeiten
- Der Fußballspieler Zachary Herivaux (* 1996) ist Sohn eines haitianisch-amerikanischen Vaters und einer japanischen Mutter. Er wurde in Japan geboren und spielt für die haitianische Nationalmannschaft.[20]
- Die Tennisspielerin Naomi Osaka (* 1997) ist Tochter eines haitianisch-amerikanischen Vaters und einer japanischen Mutter.[21]